# 端懿
端懿（たんい）は、宋代にチワン族の独立政権を樹立し皇帝を称した儂智高が用いた可能性のある年号。